# Henrik I. (grof Gelderski)
Henrik I., grof Gelderski (1117–1182) je bil grof Gelderski od leta 1131 do 1182. Bil je sin Gerharda II. Guelderskega in Ermengarde Zutphenske. Henrik I. je nasledil očeta leta 1131/1133 kot grof Gelderski in Wasenberški, že leta 1129, ko je postal polnoleten je od matere prevzel podedovano grofijo Zutphen je imel dobre odnose s kölnsko nadškofijo in s cesarjem Friderikom I. Barbarosso. 
Tudi ko je Gelder postala vojvodina, so Gelderski nosili naziv "Grofje Zutphenski". Posest Zutphen je namreč bil alodiziran, in je zagotavljala velik prestiž, saj je Zutphen bila dobra zelo rodovitna posest, posest Geldern pa je bil cesarski fevd, ki ga je lahko cesar kadarkoli odvzel, česar pa ni mogel narediti z Zutphenom.

## Delovanje Henrika
Leta 1138 je Henrik (III. Zutphenski) pričal pred cesarjem Konradom III., ko je vrnil Oostergo in Westergo cerkvi v Utrechtu. Istega leta Henrik (III.) priča za Konrada III., ko ta ponovno daruje samostanu Bedbur.
Čeprav se Henrik (III.) redno pojavlja na cesarskem dvoru, je grofija Zutphen na začetku po velikosti in vplivu nepomembna. Vključuje majhen del sedanje občine: 's-Gravenhof, vas Zutphen z okoliškimi rodovitnimi zemljišči in travniki, dvor hof) v Lochemu s samo vasjo in njeno okolico, dvor v Steenderenu (fevd Utrechta), dvor v Baaku in nekaj posesti v Veluwe. Grofija je še naprej rasla in Henrik (III.) je to zagotavljal.
Henrik je imel lastno kovnico denarja v Zutphenu, katere kovanci so spominjali na kovance iz Deventerja. Henriku je s številnimi razdrobljenimi posestmi uspelo razširiti svoj položaj na celotnem območju od Frizije do Maasa. 

### Sodelovanje z nadškofijo Köln
Širjenju vpliva so nasprotovali škofje  Lièga, Münstra in Paderborna ter opat iz Corveyja. Zato je Henrik sklenil zavezništvo z mestom Utrecht, a ga je moral pod holandskim pritiskom znova preklicati. Utrechtska škofija je bila pod vplivom holandskih grofov, ki so bili glavni nasprotniki mladega Gelderskega grofa. Holandskim grofom je redno uspevalo dobiti svojega kandidate na škofovski prestol. Na primer, škof Boudewijn II. (1178-1196) je mlajši brat grofa Florisa III. Holandskega in eden najhujših Gelderjevih nasprotnikov.
Henrik si uspešno prizadeva za dobre stike z nadškofijo v Kölnu, da ga ne bi pogoltnila škofija Utrecht in grofija Holandija. Dobre stike ima tudi s prošti v Emmeriku, Deventerju in Xantenu, ki so vsi v Gelderskem vplivnem krogu. Na primer, dosegel je, da je njegov najmlajši sin Oton I. imenovan za prošta in naddiakona knezoškofije Xanten. Uspešno je uredil tudi odnos s kapitljem Deventer. 
Henrik je bil pod ogromnim pritiskom škofije Utrecht in grofije Holandije, zato ga je Holandija prisilila v prekinitev pogodbe z Utrecht; to je vodilo v problematične odnose s škofom iz Utrechta. Henrik (III.) redno sodeluje pri širjenju kölnske oblasti na Vestfalijo. In ko se morajo kölnski škofje boriti proti saškemu vojvodi Henriku Levu, ga večkrat najdemo v kölnski vojski.
Henrik (III.) pride v posest Veluweja, sicer kot vazal brabantskemu vojvodi. Po drugi strani se mora pokloniti škofu Utrechta, vendar je preveč ponosen, da bi to storil. Henrik (III.) imenuje svojega sina Gerharda III. za grofa Veluwe.

## Potujoči monarh
Z naraslo močjo, zakonito dedno funkcijo grofa je Henrik postal neodvisen mali monarh. Da bi pokazal svojo moč in opravljal svojo sodniško funkcijo na terenu, je moral stalno potovati. Njegovi gradiščani, ki jim je določene posesti dal v fevd, so morali vedno gostiti svojega fevdnega gospodarja. Odslej Gelderski grofje in kasneje knezi niso imeli več enega stalnega sedeža. Henrik ima svoje dvore v Gelderju, v Zutphenu, v Rozendaalu, v Hattemu in drugih krajih. 

## Spremljanje cesarja v Milano
Henrik (III.) je zelo cenjen pri velikem cesarju Frideriku I. Barbarossi. Odpravi se na primer na enega od cesarjevih pohodov, da bi podredil langobardska mesta, ki bijejo obupen boj za svobodo. Henrik (III.) je priča predaji mogočnega mesta Milano. Vidi procesijo podjarmljenih meščanov, ki gredo med dvema vrstama nemških vojakov, nadškofa z vso duhovščino v popolni regaliji, župan in svet, nato pa še vsi drugi možje mesta z zanko okoli vratu. Impresiven prizor za grofa Henrika (III.) Gelderskega in Zutphenskega, ki prav tako vidi, tako kot vsi drugi prisotni plemiči in knezi, kakšno moč lahko razvije cesar Friderik I. Barbarossa.

## Družina in potomci
Hendrik je bil sin Gerharda II. Gelderskega in Ermengarde Zutphenske. Poročil se je leta 1137 z Nežo Arnstein, hčerko Ludvika Arnsteinskega, naslednico Arnsteina. Imela sta naslednje otroke:
- Gerhard III., umrl je malo pred očetom in je pokopan v Zutphenu. V drugem zakonu je bil poročen z Ido Boulognsko, vendar nista imela otrok.
- Oton I. Gelderski, očetov naslednik
- Neža, poročena leta 1168 z grofom Henrikom I. Namurskim in Luksemburškim. Zapustila je Henrika in se nastanila v samostanu, kljub pozivu slednjega papežu Papež Aleksander III. Aleksandru III . Končno sta grof Filip Flandrijski in kölnski nadškof sklenila spravo med Nežo in Henrikom. Henrik ni imel dedičev in za te gospode je bilo zaželeno, da bi obstajal dedič, sicer bi grof Boudewijn IV. Henegouwen podedoval njegovo posest. Neža in Henrik sta sčasoma dobila hčerko. Neža je bila pokopana v Echternachu.
- Adelajda (umrla po 1212), poročena pred 1179 z grofom Gerhardom II. Loonskim
- Margareta, poročena z grofom Engelbertom I. Berškim (1157-1189), mati kanoniziranega nadškofa svetega Engelberta I. Kolnskega

Leta 1178 Henrik zaradi svoje visoke starosti ne more več potovati po svojih grofijah. Zato njegov sin Gerhard III. Gelderski prevzame upravo obeh grofij. Leta 1179 umre njegova žena Neža in leta 1182 ji sledi Henrik. Doživel je še, da je njegov naslednik Gerhard III. umrl v svoji mladosti, in da njegov drugi sin Oton I. Gelderski prevzame obe grofije.